# Asarum maximum
Asarum maximum är en piprankeväxtart som beskrevs av William Botting Hemsley. Asarum maximum ingår i släktet hasselörter, och familjen piprankeväxter. Inga underarter finns listade i Catalogue of Life.